# Hohe Tauern, Kärnten I
Hohe Tauern, Kärnten I este o arie protejată (arie specială de conservare — SAC, sit de importanță comunitară — SCI) din Austria întinsă pe o suprafață de 41.606,47 ha, integral pe uscat.

## Localizare
Centrul sitului Hohe Tauern, Kärnten I este situat la coordonatele 47°00′N 12°48′E / 47°N 12.8°E.

## Înființare
Situl Hohe Tauern, Kärnten I a fost declarat sit de importanță comunitară în mai 1995 pentru a proteja 3 specii de plante și 24 de specii de animale. Situl a fost protejat și ca arie specială de conservare în decembrie 2018.

## Biodiversitate
Situată în ecoregiunea alpină, aria protejată conține 23 de habitate naturale: Lacuri eutrofice naturale cu vegetație de tip Magnopotamion sau Hydrocharition, Râuri de munte și vegetația erbacee de pe malurile acestora, Râuri de munte și vegetația lor lemnoasă cu Salix elaeagnos, Pajiști alpine și boreale, Tufărișuri cu Pinus mugo și Rhododendron hirsutum (Mugo-Rhododendretum hirsuti), Pajiști boreale și alpine pe substrat silicios, Pajiști alpine și subalpine calcaroase, Formațiuni ierboase bogate în specii de Nardus, dezvoltate pe substraturi silicioase în zone montane (și în zone submontane, în Europa continentală), Liziere de ierburi înalte hidrofile de câmpie și de nivel montan până la alpin, Fânețe montane, Izvoare petrifiante cu formare de travertin (Cratoneurion), Mlaștini alcaline, Formațiuni pioniere alpine de Caricion bicoloris-atrofuscae, Grohotișuri silicioase de la nivelul montan până la nivelul zăpezii (Androsacetalia alpinae și Galeopsietalia ladani), Grohotișuri calcaroase și de șisturi calcaroase de la nivelul montan până la nivelul alpin (Thlaspietea rotundifolii), Pante stâncoase calcaroase cu vegetație casmofită, Pante stâncoase silicioase cu vegetație casmofită, Peșteri inaccesibile publicului, Ghețari permanenți, Păduri pe pante, grohotișuri și ravene de Tilio-Acerion, Păduri aluvionare cu Alnus glutinosa și Fraxinus excelsior (Alno-Padion, Alnion incanae, Salicion albae), Păduri acidofile de Picea de la nivel montan la nivel alpin (Vaccinio-Piceetea), Păduri alpine de Larix decidua și/sau Pinus cembra.
La baza desemnării sitului se află mai multe specii protejate:
- plante (3): Buxbaumia viridis, Hamatocaulis vernicosus, Scapania massalongii
- păsări (18): minunița (Aegolius funereus), potârnichea de stâncă (Alectoris graeca saxatilis), acvilă de munte (Aquila chrysaetos), cocoșul de mesteacăn (Bonasa bonasia), buha (Bubo bubo), ciocănitoare neagră (Dryocopus martius), șoim călător (Falco peregrinus), ciuvică (Glaucidium passerinum), zăgan (Gypaetus barbatus), vulturul pleșuv sur (Gyps fulvus), Lagopus mutus helveticus, sfrâncioc roșiatic (Lanius collurio), gușă albastră (Luscinia svecica), viespar (Pernis apivorus), ciocănitoare de munte (Picoides tridactylus), ciocănitoare verzuie (Picus canus), cocoșul de mesteacăn (Tetrao tetrix tetrix),  cocoș de munte (Tetrao urogallus)
- mamifere (4): râs eurasiatic (Lynx lynx), liliac comun (Myotis myotis), liliacul mic cu potcoavă (Rhinolophus hipposideros), urs brun (Ursus arctos)
- nevertebrate (2): fluturele auriu (Euphydryas aurinia), Osmoderma eremita

Pe lângă speciile protejate, pe teritoriul sitului au mai fost identificate 32 de specii de plante, 2 specii de amfibieni, 9 specii de mamifere, 2 specii de nevertebrate.